# Синхроно пливање на Летњим олимпијским играма 2012.
Такмичења у синхроном пливању на Летњим олимпијским играма 2012. су одржана у периоду између 5. и 10. августа у Центру за водене спортове у Лондону. Учествовале су 104 такмичарке у две категорије - парови и екипно.

## Квалификације
У екипној конкуренцији такмичило се укупно осам репрезентација (са по шест такмичарки у свакој екипи). Право наступа остварило је пет континенталних првака и три најбоља тима са квалификационог турнира 2012. Екипе које су обезбедиле право наступа у екипном делу турнира, такмичиле су се и у конкуренцији парова. Преосталих 16 парова је одређено након олимпијског квалификационог турнира 2012. (укупно 24 пара).
- Најбоље пласиране екипе и парови из Азије, Африке и Океаније на светском првенству у синхроном пливању 2011. се сматрају и континенталним прваци и стекли су право наступа на ЛОИ 2012.[3]
- Америчке квалификације одржане су на Панамеричким играма у Гвадалахари (Мексико) од 14. до 30. октобра 2011.
- Европским прваком се сматра селекција земље домаћина Велике Британије.
- Квалификациони турнир је одржан у Лондону од 18. до 22. априла 2012.

| НОК                       | Екипно | Парови | Такмичара |
| ------------------------- | ------ | ------ | --------- |
| Аустралија                | X      | X      | 9         |
| Аустрија                  |        | X      | 2         |
| Бразил                    |        | X      | 2         |
| Канада                    | X      | X      | 9         |
| Чешка                     |        | X      | 2         |
| Кина                      | X      | X      | 9         |
| Француска                 |        | X      | 2         |
| Уједињено Краљевство      | X      | X      | 9         |
| Грчка                     |        | X      | 2         |
| Египат                    | X      | X      | 9         |
| Мађарска                  |        | X      | 2         |
| Израел                    |        | X      | 2         |
| Италија                   |        | X      | 2         |
| Јапан                     | X      | X      | 9         |
| Казахстан                 |        | X      | 2         |
| Мексико                   |        | X      | 2         |
| Холандија                 |        | X      | 2         |
| Северна Кореја            |        | X      | 2         |
| Русија                    | X      | X      | 9         |
| Јужна Кореја              |        | X      | 2         |
| Шпанија                   | X      | X      | 9         |
| Швајцарска                |        | X      | 2         |
| Украјина                  |        | X      | 2         |
| Сједињене Америчке Државе |        | X      | 2         |
| Укупно: 24 НОК            | 8      | 24     | 104       |

## Освајачи медаља
| Дисциплина | Злато | Сребро | Бронза |
| Парови     | Наталија Ишченко · Светлана Ромашина · Русија | Она Карбонел · Андреа Фуентес · Шпанија                                                                                | Хуанг Сјуечен · Љу Оу · Кина |
| Екипно     | Анастасија Давидова · Марија Громова · Наталија Ишченко · Елвира Хасјанова · Дарија Коробова · Александра Пацкевич · Светлана Ромашина · Ала Шишкина · Анжелика Тимањина · Русија | Чанг Си · Чен Сјаођуен · Хуанг Сјуечен · Ђанг Тингтинг · Ђанг Венвен · Љу Оу · Луо Сји · Суен Венјан · Ву Јивен · Кина | Клара Басијана · Алба Кабељо · Она Карбонел · Маргалида Креспи · Андреа Фуентес · Таис Енрикез · Паула Кламбург · Ирене Монтрукио · Лаија Понс · Шпанија |